# With or Without You
With or Without You è un singolo del gruppo musicale irlandese U2, pubblicato il 16 marzo 1987 come primo estratto dal quinto album in studio The Joshua Tree.

## Descrizione
Costituisce l'esempio tipico di una ballata rock anticonvenzionale e struggente. Lo stesso Bono parlando della genesi della canzone afferma che il suo modo di cantare (quasi sussurrato all'inizio e dirompente al termine delle strofe) ed il ritmo stesso impresso dal basso di Adam Clayton pongono With or Without You al di fuori degli schemi delle ballate pop degli anni ottanta.
Controversa appare l'interpretazione del testo, leggibile in diverse chiavi di lettura. Da una parte si fa spazio l'idea che il tema portante sia la fine dolorosa di una storia d'amore, dall'altra appare possibile un'interpretazione più mistica che vede nel complesso e sentito rapporto di Bono con la religione la sua giustificazione.
In effetti, considerando nella sua interezza l'album che la ospita, With or Without You si pone al termine di un trittico memorabile (con Where the Streets Have No Name e I Still Haven't Found What I'm Looking For) che ha una forte pregnanza religiosa volta in particolare alla ricerca di un equilibrato e sereno rapporto con Dio.
With or Without You è stata nominata la 13ª più grande canzone degli anni ottanta da VH1.

## Video musicale
Il video è quasi interamente girato in bianco e nero. Esiste anche una versione alternativa del video ed è contenuta nell'edizione box set dell'anniversario dei vent'anni dalla pubblicazione dell'album The Joshua Tree.

## Tracce
Testi e musiche di Bono.
1. With or Without You (Album Version) – 4:56
2. Luminous Times (Hold on to Love) (Single Version) – 4:34
3. Walk to the Water (Single Version) – 4:48

## Formazione
U2
- Bono – voce
- The Edge – chitarra
- Adam Clayton – basso
- Larry Mullen – batteria

Altri musicisti
- Brian Eno – sintetizzatore

## Classifiche

### Classifiche settimanali
| Classifica (1987)                | Posizione massima |
| -------------------------------- | ----------------- |
| Australia                        | 9                 |
| Austria                          | 15                |
| Belgio (Fiandre)                 | 3                 |
| Canada                           | 1                 |
| Danimarca                        | 37                |
| Europa                           | 1                 |
| Finlandia                        | 5                 |
| Francia                          | 10                |
| Germania                         | 7                 |
| Irlanda                          | 1                 |
| Italia                           | 18                |
| Nuova Zelanda                    | 5                 |
| Paesi Bassi                      | 2                 |
| Polonia                          | 1                 |
| Regno Unito                      | 4                 |
| Spagna                           | 5                 |
| Stati Uniti                      | 1                 |
| Stati Uniti (adult contemporary) | 23                |
| Stati Uniti (mainstream rock)    | 1                 |
| Sudafrica                        | 11                |
| Svezia                           | 13                |
| Svizzera                         | 10                |

### Classifiche di fine anno
| Classifica (1987) | Posizione |
| ----------------- | --------- |
| Australia         | 67        |
| Belgio (Fiandre)  | 30        |
| Canada            | 14        |
| Germania          | 32        |
| Paesi Bassi       | 10        |
| Spagna            | 9         |
| Stati Uniti       | 15        |

## Riconoscimenti
- Rolling Stone – 500 Greatest Songs of All Time (132º posto)